# Критическая концентрация коагуляции
Критическая концентрация коагуляции (Порог коагуляции, ККК, англ. critical coagulation concentration, critical aggregation concentration) — минимальная концентрация коагулянта, при которой наступает быстрая коагуляция.

## Описание
Критическая концентрация коагуляции сильно зависит от типа коллоидной системы и коагулянта. Для коагулянтов-электролитов эффективность коагулирующего действия резко растет с увеличением заряда иона. Критическая концентрация коагуляции обратно пропорциональна 6-й степени заряда (эмпирическое правило Шульце-Харди): C~ 1/z6.